# IV Concilio de Letrán
El IV Concilio Lateranense comenzó en 1215. Fue convocado por el papa Inocencio III para tratar temas relativos a la fe y la moral, aunque la mayoría de historiadores apuntan a los intereses políticos y económicos del reino de Francia y del Papado, sobre todo en la condena de las herejías de los albigenses o cátaros y de los valdenses.
La condena a los albigenses se basaba en las diferencias de fe de este grupo, propugnando que era una sola la Iglesia Universal y que la salvación del alma no era posible fuera de ella.
También se condenaron las opiniones del abad Joaquín respecto a la Trinidad, la creación, Cristo Redentor y los Sacramentos.
Finalmente, el concilio revisó y fijó la legislación canónica referente a los impedimentos matrimoniales, e impuso a los fieles la obligación de la confesión anual y de la comunión en Pascua.

## Convocatoria
La bula de convocatoria enviada por Inocencio III ya en 1213, la Vineam Domini Sabaoth habla de la reunión de una asamblea «siguiendo la antigua costumbre de los Santos Padres».
Se deseaban alcanzar dos objetivos: de un lado, «extirpar los vicios y afianzar las virtudes... suprimir las herejías y fortalecer la fe...»; y, de otro, «apoyar a Tierra Santa con la ayuda tanto de clérigos como de laicos». En resumen: afianzar la reforma y promover la cruzada.
Inocencio III deseaba que el concilio fuera auténticamente ecuménico. El número de participantes fue, en efecto, impresionante para aquella época: más de cuatrocientos obispos de la cristiandad latina (incluidos los de los países más jóvenes), más de ochocientos representantes de las distintas órdenes religiosas y los embajadores de todos los príncipes y de numerosas ciudades. No se consiguió, sin embargo, la presencia de representantes de la Iglesia griega.
De Oriente solo llegaron los patriarcas latinos.

## Cánones e influencia

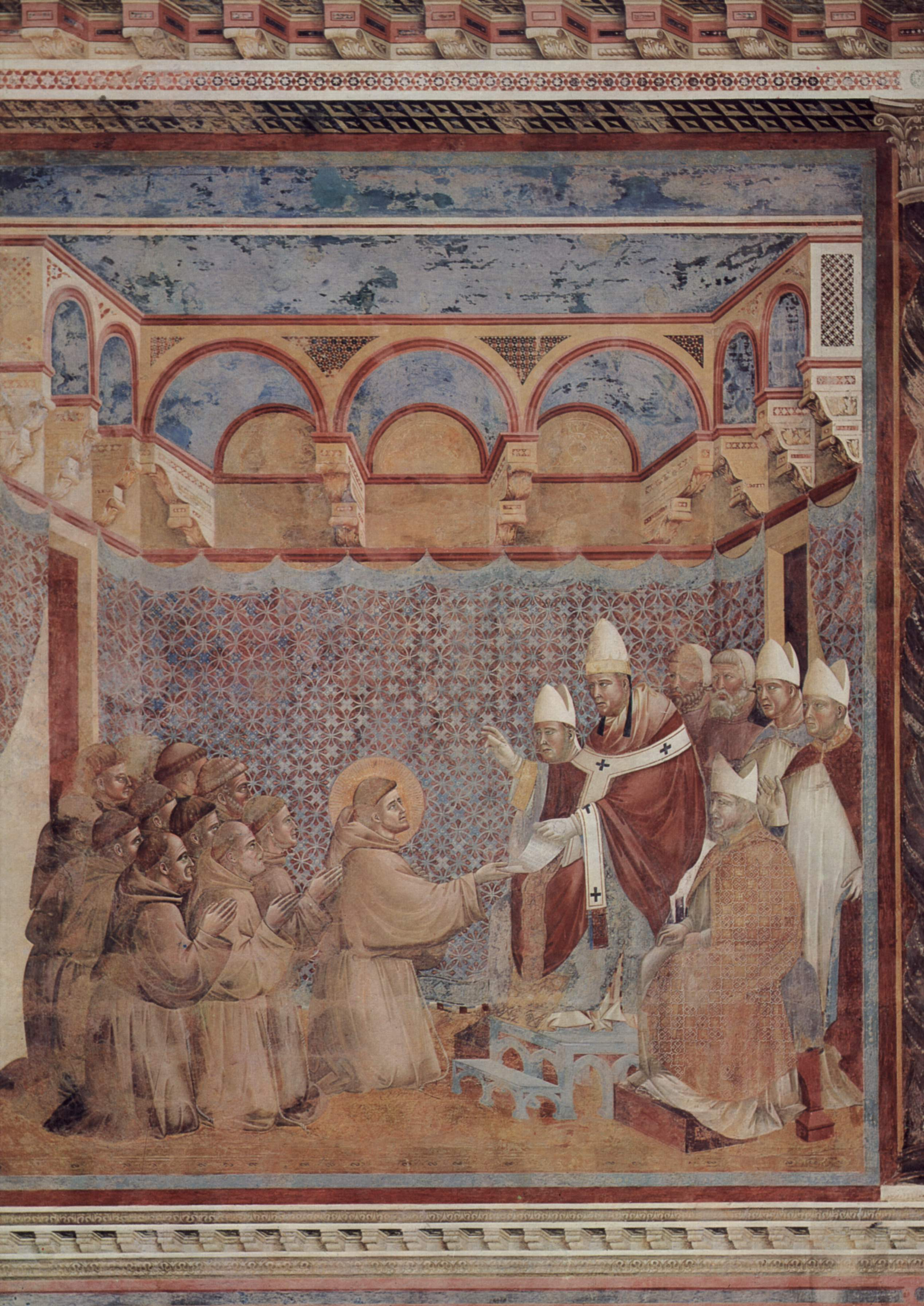
Fresco de Giotto que representa la presentación de Francisco de Asís y los primeros franciscanos ante el papa Inocencio III.

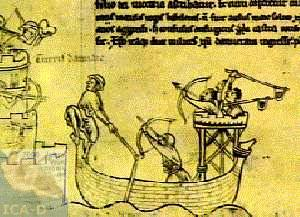
Miniatura que representa el asedio a Damietta de 1218, acontecimiento fundamental de la Quinta Cruzada.

Las disposiciones surgidas del concilio fueron recogidas en 71 cánones. Los tres primeros hacían referencia al dogma: solemne proclamación de fe católica, reprobación de ciertos errores trinitarios de Joaquín de Fiore y condena de las ideas heréticas en general. A los obispos se les amenazaba con la desposesión del cargo caso de que se mostrasen remisos a la hora de limpiar sus diócesis de fermentos heréticos. 
El canon 4, a su vez, lanzaba algunas reconvenciones contra la Iglesia griega a la que se acusaba de insolencia frente a los latinos. 
Un elevado número de cánones afectaban a la disciplina eclesiástica, siguiendo la más clásica tradición reformadora. 
Otros mostraban su interés por el desenvolvimiento de las órdenes religiosas: funcionamiento de los capítulos y prohibición de nuevas fundaciones a fin de evitar una anárquica proliferación. 
Dos importantes cánones tocaban específicamente a los laicos: el 21 (utriusque sexus) que imponía la obligatoriedad anual de la confesión y la comunión; y el 51 que rebajaba al cuarto grado de consanguinidad la prohibición de contraer matrimonio y prevenía contra su clandestinidad. 
Los judíos —afectados ya por disposiciones del III Concilio de Letrán— fueron en el IV objeto de nuevas restricciones: los cánones 68 a 70 les imponían trajes especiales (obligación de distinguirse con un círculo de tela coloreado), el alejamiento de los cargos públicos y prohibían radicalmente a los conversos retornar a su antigua fe. 
El canon 71, por último, daba un conjunto de normas para la organización de una nueva Cruzada. Los beneficios espirituales se harían extensivos no solo a los expedicionarios, sino también a todos aquellos cristianos que colaborasen económicamente en la preparación de la empresa. 
El IV Concilio de Letrán fue también escenario de algunas importantes decisiones políticas. Federico II vio ratificados sus derechos al trono imperial en detrimento del derrotado Otón de Brunswick. La Carta Magna fue objeto de reprobación pontificia. 
Por último, el conde Raimundo VI de Tolosa, acusado de entendimiento con los herejes del Mediodía francés, fue despojado de sus tierras en beneficio del jefe militar de la cruzada anticátara, Simón de Montfort. 
Los días finales de 1215 y los iniciales de 1216 los empleó Inocencio III en vigilar la aplicación de las medidas -las políticas especialmente- tomadas a lo largo de las sesiones conciliares.
En las actas latinas del IV Concilio de Letrán se encuentra la primera mención de la coma joánica en lengua griega. La coma joánica (en latín, comma johanneum), también se le conoce como coma juanina, paréntesis joánico, cláusula joánica o apócrifo joánico, y es la identificación dada a la cláusula añadida en algunas versiones bíblicas en los versículos de la Primera epístola de Juan 5:7-8.

Los versículos 7 y 8 [...] constituyen, sin duda alguna, una glosa marginal, que algún escriba poco escrupuloso intercaló en el texto, al pensar que era buena oportunidad para fundamentar el dogma trinitario. Dichas frases faltan en todos los manuscritos griegos de la antigüedad y aún en las primeras versiones latinas, pero fue introducido en la Vulgata y pasó al Textus Receptus o Texto Recibido. La interpolación rompe totalmente el hilo de la argumentación de Juan
Comentario Bíblico de Matthew Henry, Traducido y Adaptado al Castellano por Francisco Lacueva. Editorial Clie. pág. 1897

El texto original, según la Biblia de Jerusalén, dice:

Pues tres son los que dan testimonio: el Espíritu, el agua y la sangre; y los tres convienen en lo mismo.
1 Juan 5:7-8

Los mismos versículos, con el texto conocido como la coma joánica entre paréntesis, es citado así en las notas de esta misma versión:

Pues tres son los que dan testimonio (en el cielo, el Padre, el Verbo y el Espíritu Santo, y estos tres son uno; y tres son los que dan testimonio en la tierra): el Espíritu, el agua y la sangre; y los tres convienen en lo mismo.

El consenso general es que la coma joánica es una añadidura apócrifa, introducida tardíamente en el texto de 1 Juan 5:7-8, por lo cual no puede ser atribuida al escritor de esa epístola, y por tanto no pertenece a la Biblia. Sin embargo, un pequeño sector defiende su uso tradicional, porque desde su punto de vista, la coma joánica sirve como apoyo para el dogma de la Santísima Trinidad.